# Shahid Khan
A nu se confunda cu Shahid Khan Burrito, cunoscut ca Naughty Boy.
Shahid Khan (în urdu شاہد خان}}, n. 18 iulie 1950 la Lahore, Pakistan) este un om de afaceri din Pakistan, cunoscut pentru faptul că este cel mai bogat om din această țară.
În 1991 dobândește cetățenia americană. Este de religie musulmană.
În prezent, locuiește în SUA și este acționarul echipelor Jacksonville Jaguars (fotbal american) și Fulham FC (fotbal) din Londra, este director executiv al Flex-N-Gate Corporation (din Illinois) și proprietarul complexului rezidențial Four Seasons Private Residences (din Toronto).

## Biografie
S-a născut într-o familie modestă.
La 16 ani vine în SUA și se înscrie la Universitatea Illinois, Urbana-Champaign.
Situația financiară precară îl obligă să lucreze în timpul studiilor, prima sa slujbă fiind cea de spălător de vase într-un local.
Apoi intră la compania Flex-N-Gate care produce echipamente și sisteme auto pentru companii din industria auto și, după încheierea studiilor, preia un post de inginer.
În 1978 începe o afacere pe cont propriu cu o firmă ce confecționa amortizoare auto.
Doi ani mai târziu, cumpără firma Flex-N-Gate, companie ce cunoaște o dezvoltare deosebită, în 2011 ajungând să aibă 12.450 de anagajați și 48 de ateliere pe teritoriul SUA.
În 2013, averea sa este estimată la 3,8 miliarde de dolari.